# 今西家屋敷
座標: 北緯34度45分42秒 東経135度28分53秒 / 北緯34.76167度 東経135.48139度
今西家屋敷（いまにしけやしき）は、大阪府豊中市浜にある屋敷である。屋敷自体は江戸時代中期に建設されたもので、「春日大社南郷目代今西氏屋敷」として、2009年（平成21年）2月12日に国の史跡に指定された。

## 概要
今西氏は奈良春日社領の荘園である摂津国垂水西牧の榎坂郷に下向し、現地において荘園経営を行った荘官である。その出自は奈良の南郷にあった春日社の社家出身であったため、室町時代には今西氏は「南郷目代」と称された。16世紀末に目代の地位を失うが、その後も現地にとどまり近世以降は医師・神主などとして活動してきた。今西氏屋敷の周辺は、かつての条里地割が明瞭に残る水田地帯であり、現屋敷は南北約1町、東西約半町の規模で、これを囲み込むように2町四方の明瞭な地割がみられる。屋敷内には、近世に建築された主屋、春日社から移築した南郷春日神社があり、主屋背後に土塁状のたかまりをなす築山がある。屋敷の西側には水堀の痕跡をとどめる湿地があり、全体に歴史を感じさせる佇まいである。屋敷地を囲む堀は発掘調査によって15世紀後半に掘削されたことが知られ、外側の2町四方の部分では13世紀後半に掘削された堀が確認されている。また、今西氏屋敷の西南にある松林寺境内には中世以来の今西家の墓所がある。今西氏屋敷は、中世以降近世・近代にいたるまで数百年にわたり継続してきたものであり、中世以降の豊富な文書を合わせて、中世の荘官屋敷の実態を知るうえで欠くことができない遺跡である。

## 所在地
- 大阪府豊中市浜1-8-23

※現在も今西家の住宅として使用されており、内部の一般公開はされておらず、見学は出来ない。